# Branchinecta oriena
Branchinecta oriena är en kräftdjursart som beskrevs av Denton Belk och Rogers 2002. Branchinecta oriena ingår i släktet Branchinecta och familjen Branchinectidae. Inga underarter finns listade.